# Supercopa Ibérica masculina de Balonmano 2022
Die Supercopa Ibérica (spanisch) bzw. Supertaça Ibérica (portugiesisch) 2022 war die erste Austragung der Supercopa Ibérica. Der von den Verbänden Real Federación Española de Balonmano (RFEBM) aus Spanien und Federação de Andebol de Portugal (FAP) aus Portugal veranstaltete Handballwettbewerb der jeweils zwei besten Mannschaften der Vorsaison fand im Dezember 2022 in Málaga statt. In Spanien ersetzte die Supercopa Ibérica die Supercopa de España. Der FC Barcelona gewann das Turnier der vier besten Teams der iberischen Halbinsel.

## Teilnehmer
Für den portugiesischen Verband traten der FC Porto als Meister der Spielzeit 2021/2022 in der Andebol 1 und Sporting Lissabon als Sieger des portugiesischen Pokalwettbewerbs an.
Der spanische Verband entsendete den FC Barcelona, spanischer Meister der Spielzeit 2021/2022 und zudem Pokalsieger, sowie den Fraikin BM Granollers, der in beiden Wettbewerben den zweiten Platz belegt hatte.

## Spiele

### Halbfinale
| 17. Dezember 2022 16:45 Uhr | Fraikin BM Granollers         | 30:46   | FC Porto                        | Pabellón Ciudad Jardín, Málaga |
| 17. Dezember 2022 16:45 Uhr | meiste Tore: Esteban Salias 6 | (14:25) | meiste Tore: Diogo Branquinho 7 | Pabellón Ciudad Jardín, Málaga |
| 17. Dezember 2022 16:45 Uhr | Spielstatistik                |         |                                 | Pabellón Ciudad Jardín, Málaga |

| 17. Dezember 2022 19:00 Uhr | FC Barcelona                    | 37:34   | Sporting Lissabon           | Pabellón Ciudad Jardín, Málaga |
| 17. Dezember 2022 19:00 Uhr | meiste Tore: Ludovic Fabregas 7 | (16:20) | meiste Tore: Martim Costa 8 | Pabellón Ciudad Jardín, Málaga |
| 17. Dezember 2022 19:00 Uhr | Spielstatistik                  |         |                             | Pabellón Ciudad Jardín, Málaga |

### Spiel um Platz 3
| 18. Dezember 2022 15:45 Uhr | Fraikin BM Granollers     | 40:38 (36:36) | Sporting Lissabon               | Pabellón Ciudad Jardín, Málaga |
| 18. Dezember 2022 15:45 Uhr | meiste Tore: Jan Gurri 11 | (11:16)       | meiste Tore: Étienne Mocquais 7 | Pabellón Ciudad Jardín, Málaga |
| 18. Dezember 2022 15:45 Uhr | Spielstatistik            |               |                                 | Pabellón Ciudad Jardín, Málaga |

### Spiel um Platz 1
| 18. Dezember 2022 18:00 Uhr | FC Barcelona            | 32:24   | FC Porto                    | Pabellón Ciudad Jardín, Málaga |
| 18. Dezember 2022 18:00 Uhr | meiste Tore: Dika Mem 8 | (14:10) | meiste Tore: Pedro Valdés 6 | Pabellón Ciudad Jardín, Málaga |
| 18. Dezember 2022 18:00 Uhr | Spielstatistik          |         |                             | Pabellón Ciudad Jardín, Málaga |

## Platzierung
1. FC Barcelona
2. FC Porto
3. Fraikin BM Granollers
4. Sporting Lissabon